# Громадський порядок
Грома́дський поря́док — урегульована правовими та іншими соціальними нормами система суспільних відносин, що забезпечує захист прав і свобод громадян, їх життя і здоров'я, повагу честі та людської гідності, дотримання норм суспільної моралі.
Поняття «громадського порядку» вчені розглядають у широкому та вузькому значенні. У широкому значенні громадський порядок – система, порядок суспільних відносин, що складаються під впливом соціальних норм при провідній ролі правових норм. У такому розумінні громадський порядок створює сприятливі умови для успішного розвитку суспільства загалом, ефективного функціонування його соціальних інститутів і всієї політичної системи. У вузькому значенні громадський порядок розумівся вченими як система відносин, що складаються при знаходженні громадян у громадських місцях: на вулицях, площах, у садах, у громадському транспорті, видовищних заходах, підприємствах торгівлі та громадського харчування і т.п. Для громадських місць, як зазначалося, є характерним: доступність їх для населення, необхідність забезпечення громадян можливістю користуватися правами, що їм належать, захисту їхнього життя і здоров’я, честі, гідності та майна.  